# Edwyn Collins
Edwyn Collins (født 23. august 1959 i Edinburgh) er en skotsk musiker. 
Edwyn Collins dannede gruppen Nu-Sonics i 1976. Gruppen ændrede 3 år snere navn til Orange Juice.I 1985 blev gruppen opløst og Collins gik solo. I 1995 udkom hans debutsingle "A Girl Like You". Senere på året udkom debutalbummet Gorgeous George.